# Wrecking Crew
Wrecking Crew — компьютерная игра-головоломка, разработанная и выпущенная компанией Nintendo. Разработана Ёсио Сакамото и выпущена в качестве игры стартовой линейки для NES. Композитором стал Хирокадзу Танака.

## Игровой процесс
Игрок управляет Марио (при игре вдвоём второй игрок управляет Луиджи, игра происходит по очереди) и пытается уничтожить определённый набор объектов большим молотом на каждом из 100 уровней. Марио не может прыгать из-за веса молотка. При старте игры игрок может выбрать любой уровень. Каждый уровень происходит на игровом поле, разделенном на невидимую сетку, каждая ячейка которой может содержать один объект. Объекты включают разрушаемые стены, колонны и лестницы, нерушимые бочки и лестницы, бомбы и различные враги, которых Марио должен избегать. Также есть двери, с помощью которых можно обезвреживать врагов.
В игре также присутствует новый персонаж, строительный мастер по имени Спайк (который считается ранней версией Варио), который мешает Марио и пытается сбросить его вниз. Игрок начинает игру с пятью жизнями и теряет жизнь, когда Марио соприкасается с врагом или огненным шаром, или когда на него падает бочка. Игра будет окончена, когда все жизни потеряны.
Поскольку Марио не может прыгать, игрок должен определить оптимальный порядок уничтожения объектов — например, если игрок слишком рано разрушает лестницу, стена наверху может стать недоступной, и игрок не сможет закончить уровень. Уничтожение нескольких объектов в строке (обычно с цепочкой бомб) набирает дополнительные бонусные очки, и иногда могут появляться бонусные предметы, которые Марио может собрать.
В игре также присутствует встроенный редактор уровней, с помощью которого можно создавать собственные уровни и сохранять их кассету с помощью Famicom Data Recorder для Famicom. Так как Famicom Data Recorder был доступен только для японской консоли, в версиях для регионов функция записи и загрузки была бесполезной. В руководстве пользователя по этому поводу было написано, что функции сохранения и загрузки не работают в игре и предназначаются для возможной разработки продукта в будущем. При переиздании игры на Virtual Console данная функция была восстановлена.

## Порты и переиздания
31 декабря 1985 года Nintendo выпустила аркадную версию игры Vs. Wrecking Crew, в которой также появилась возможность одновременной игры вдвоём.
В 1989 году Wrecking Crew была перевыпущена для Family Computer Disk System, в 2004 году — в качестве одной из игр Famicom Mini для Game Boy Advance in 2004.
В Virtual Console игра переиздавалась несколько раз: для Wii — в 2007 году, для Nintendo 3DS — в сентябре 2011 года (в составе пакета «Ambassador Program»), для 3DS eShop — в сентябре 2012 (Япония), марте 2013 (Северная Америка), мае 2013 (Европа и Австралия). Wrecking Crew для Wii U стала доступна с 19 июня 2013 года. Все версии игры для Virtual Console (за исключением 3DS) поддерживали сохранение пользовательских уровней.

## Продолжения
В 1998 году эксклюзивно для японского рынка было выпущено продолжение Wrecking Crew '98 (яп. レッキングクルー'98 Rekkingu Kurū Nainti Eito) для платформы Super Famicom (через сервис скачиваемых игр Nintendo Power). Оригинальная версия Wrecking Crew также была доступна в виде бонуса. Продолжение получило сюжетный режим, в котором Марию необходимо разрушать постройки Боузера, препятствующие солнечному свету и росту растений Грибного королевства. По мере прохождения Марио будет встречать старых противников, знакомых по оригинальной игре, включая строительного мастера Спайка. Часть персонажей из прохождения можно разблокировать для использования в соревновательных режимах (Versus и Tournament).